# Pierwiosnek Hallera
Pierwiosnek Hallera, pierwiosnka Hallera, pierwiosnek długokwiatowy, pierwiosnka długokwiatowa (Primula halleri J.F.Gmel.) – gatunek rośliny z rodziny pierwiosnkowatych (Primulaceae Vent.). Występował na terenie Bieszczadzkiego Parku Narodowego, uznany w Polsce za wymarły.

## Rozmieszczenie geograficzne
Rośnie w górach Europy i Azji: Alpach, Karpatach (Tatry Bielskie, Bieszczady, Świdowiec, Czarnohora, Góry Rodniańskie, Giurgeului, Bucegi, Karpaty Siedmiogrodzkie), na Półwyspie Bałkańskim, w Małym Kaukazie i Armenii. W Polsce występował tylko na jednym stanowisku na Kopie Bukowskiej.

## Morfologia

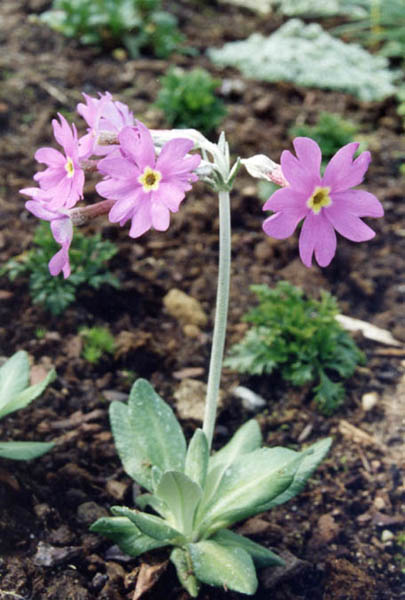

ŁodygaGłąbik o wysokości 10–30 cm.
LiścieSkupione w różyczkę, z krótkim ogonkiem, podługowato odwrotnie jajowate lub eliptyczne, z białym nalotem od spodu. Są całobrzegie lub krótkoząbkowane. Przysadki nieco dłuższe od szypułek.
KwiatyFioletowopurpurowe, zebrane w baldaszkowaty kwiatostan. Kielich o długości 7–14 mm i lancetowateych działkach. Korona talerzykowata o średnicy 15–25 mm. Rurka korony o długości 15–30 mm, 2-3 razy dłuższa od kielicha.
OwocZawierająca liczne nasiona elipsoidalna torebka.

## Biologia i ekologia
Bylina, hemikryptofit, oreofit. Rośnie w murawach naskalnych. Kwitnie w czerwcu i lipcu. Liczba chromosomów 2n=36.

## Zagrożenia i ochrona
Roślina objęta była w Polsce ścisłą ochroną gatunkową w latach 2012-2014. Informacje o stopniu zagrożenia na podstawie:
- Polskiej Czerwonej Księgi Roślin – gatunek wymarły (kategoria zagrożenia EX)[7][8].
- Czerwonej listy roślin i grzybów Polski (2006) – gatunek wymarły (kategoria zagrożenia Ex)[9]; 2016: RE (wymarły na obszarze Polski)[10].